# Bart Biemans
Bart Biemans (* 14. März 1988 in Neerpelt) ist ein belgischer Fußballspieler, der seit der Saison 2016/17 beim niederländischen Verein FC Den Bosch unter Vertrag steht.

## Karriere
Über den belgischen SK Lommel und seine erste Station in den Niederlanden, FC Eindhoven, kam Biemans 2005 in die Jugendmannschaft von Willem II in Tilburg. Hier wurde er im Jahr 2008 Kapitän der Reservemannschaft. Aufgrund zahlreicher verletzter Stammspieler kam der Innenverteidiger als Ersatzlösung erstmals am 7. Februar 2009 in der Profimannschaft im Spiel gegen AZ Alkmaar zum Einsatz. Seither hatte er sich in die Stammformation der Tilburger Abwehr gespielt. Nachdem die Tilburger 2011 absteigen mussten, wechselte Biemans zu Roda Kerkrade, wo er seinen Landsmann Davy De fauw ersetzen sollte, der nach Belgien zurückgegangen war.